# 华内浸会神学院
华内浸会神学院是中国20世纪一所基督教神学院，由美南浸信会华内区联合会（河南与皖北）主办。
华内浸会神学院的前身为开封豫皖圣经学校，由美南浸信会传教士何礼士创办于1910年以后，初设于东后街，后迁至尉氏县张氏镇和红洋楼。1941年太平洋战争爆发后，传教士被关进集中营，豫皖圣经学校停办。
1946年，豫皖圣经学校与美南浸信会的郑州圣经学校，安徽亳州圣经学校联合，成立华内浸会神学院。校址在开封红洋楼，院长为美南浸信会传教士邵士德，学生约100人。
1948年以后，解放军占用红洋楼建筑群，华内浸会神学院一度迁至城内复兴街，并配合土改复查工作，此后又迁至西南城坡原耶稣家庭院内。1953年秋，华内浸会神学并入北京燕京协和神学院。